# Cmentarz Żołnierzy Radzieckich w Kluczborku
Cmentarz Żołnierzy Radzieckich w Kluczborku – cmentarz wojskowy w Kluczborku położony przy ulicy Opolskiej, na którym pochowani są żołnierze armii radzieckiej polegli w walkach o Kluczbork podczas II wojny światowej.
Cmentarz wybudowany został w miejscu zniszczonego przez hitlerowców cmentarza żydowskiego. Na jego terenie spoczywa 6278 żołnierzy radzieckich.